# Grupo alternante

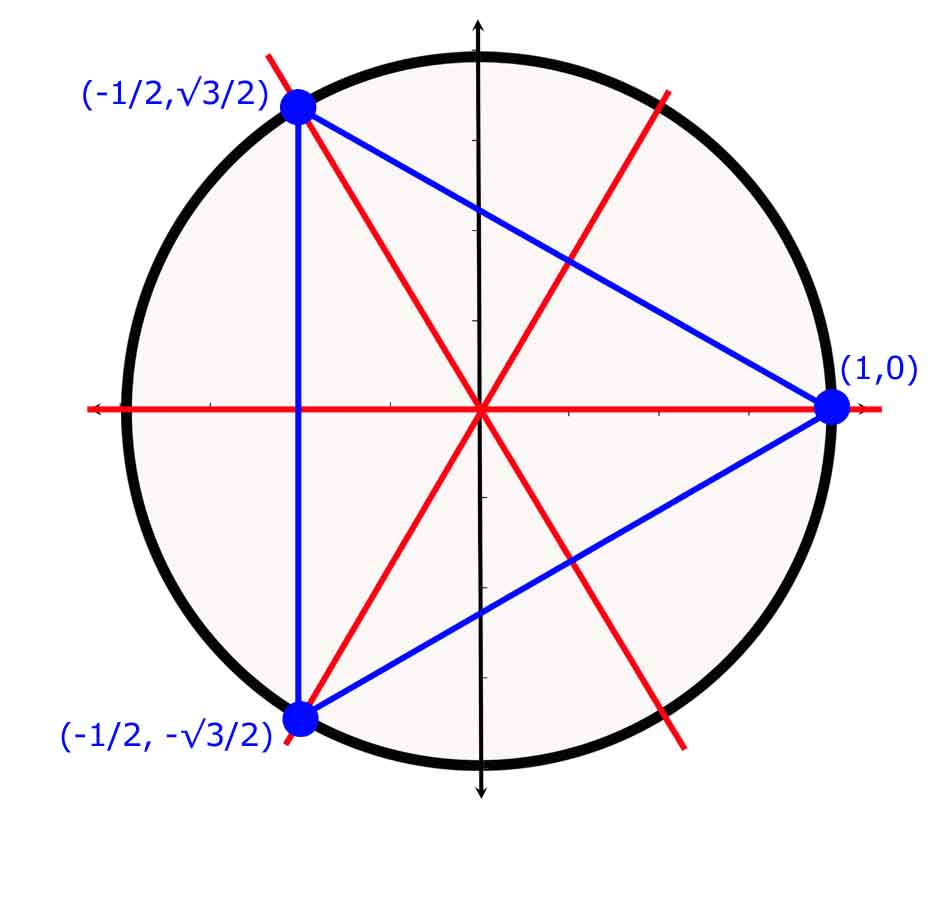
Grupo alternate

En teoría de grupos, el grupo alternante, también conocido como grupo alternado o subgrupo alternado, denotado usualmente {\displaystyle A_{n}}, es el subgrupo del grupo simétrico {\displaystyle S_{n}} del conjunto {\displaystyle \{1,2,\dots ,n\}} formado por las permutaciones pares. Simbólicamente:
{\displaystyle A_{n}=\{\sigma \in S_{n}:\sigma {\text{ es par}}\}=\ker(\varepsilon ),}
siendo
{\displaystyle \varepsilon :S_{n}\rightarrow \{-1,1\}}
la aplicación signo de una permutación.

## Propiedades
{\displaystyle A_{n}} es un subgrupo normal de {\displaystyle S_{n}}. De hecho, es su subgrupo conmutador, de índice 2, y por ello tiene {\displaystyle n!/2} elementos.
{\displaystyle A_{n}} es no abeliano para {\displaystyle n\geq 4}. 
El grupo {\displaystyle A_{4}} tiene a {\displaystyle V} (el grupo de Klein) como subgrupo propio normal. Para {\displaystyle n\geq 5}, {\displaystyle A_{n}} es un grupo simple.